# Едуард Майкъл Грос
Едуард Майкъл Грос (на английски: Bishop Edward Michael Grosz) е американски римокатолически духовник, титулярен морозвиздки епископ от 1989 година, викарен епископ на Бъфалската пархия.

## Биография
Роден е на 16 февруари 1945 година в Бъфало, Ню Йорк, Съединените щати и израства в квартала Блак Рок. Учи в подготвителната семинария на Бъфалската епископия „Възнесение“, а по-късно в семинарията „Сейнт Джон Вианей“ в Ийст Орора, късето получава бакалавърска степен по философия и магистърска по богословие. На 29 май 1971 е ръкоположен за свещеник в катедралата „Свети Йосиф Нови“ в Бъфало от бъфалския епископ Джеймс Алойсиъс Макнълти. След ръкополагането си учи в католическия Университет Нотър Дам в Саут Бенд, Индиана, от който получава магистърска степен по богослужение. Завръща се в Бафало и служи като асистент пастор в енорията „Преображение Господне“ в източната част на града, а след това в енориите „Свети Лука“ и „Света Троица“. След това служи в катедралата „Свети Йосиф“ и като пастор в „Свети Апостол Филип“ в Чийктоуага и „Свети Станислав Костка“ и „Света Троица“ в Ниагара Фолс.
На 22 ноември 1989 година римският папа Йоан Павел II го назначава за титулярен морозвиздки епископ, викарий на Бъфалската епископия. Ръкоположен е за епископ на 2 февруари 1990 година от бъфалския епископ Едуард Денис Хед в съслужение с титулярния сасурски епископ Доналд Уолтър Траутман и титулярния мотулски епископ Бърнард Джоузеф Маклафлин.
В 1996 година е епископски викарий във викариата Западна Ниагара. През октомври 2003 година е назначен за пастор на енория „Свети Станислав“ в Бъфало и епископски викарий на Югозападния Бъфалски викариат. На 24 май 2004 година колегията на консулторите на Бъфалската епархия го избира за епархийски администратор, длъжност, която той изпълнява до 28 октомври 2004 година, когато епископ Едуард Къмийк е интронизиран за бъфалски епископ.